# Turbojet

Doorsnede van een turbojet

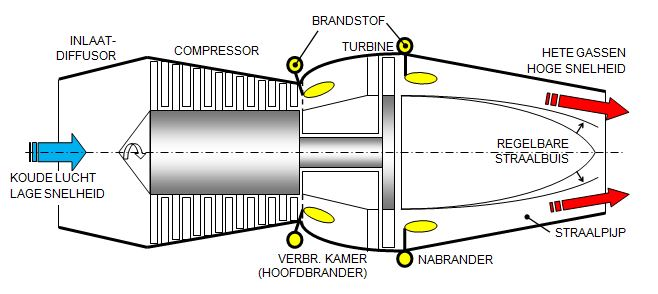
Turbojet of enkelstraalmotor

Turbojets zijn de eenvoudigste turbinestraalmotoren. In tegenstelling tot een turbofan, komt alle door de compressor aangezogen lucht in de verbrandingskamer terecht. Stuwkracht wordt alleen opgewekt door de hete gassen die van achteren de machine uit worden gestuwd. Turbojets leveren hoge snelheden op, maar ze maken veel lawaai en verbruiken erg veel brandstof.

## Werking
Een vliegtuigstraalmotor van de eerste generatie werkt als volgt: nadat de machine gestart is met een startmotor gaat de compressor lucht aanzuigen en comprimeren. De samengeperste (en hete) lucht stroomt de verbrandingskamer binnen, waar deze lucht door een kerosinevlam verder verhit wordt. De aldus verkregen hete lucht met verbrandingsgassen expandeert over de turbine, waarbij mechanische energie wordt opgewekt, nodig om de compressor aan te drijven. De na de turbine overblijvende energie in de gassen (in de vorm van druk en temperatuur) wordt in de uitlaatstraalbuis gedeeltelijk omgezet in snelheid. Deze omzetting van potentiële energie (druk en temperatuur) in kinetische energie (snelheid) gaat gepaard met versnelling van de massa uitstromende gassen en daarmee krijgt men volgens de tweede wet van Newton (F = m * a) de stuwkracht die het vliegtuig voortstuwt. Dit type motor wordt wel een enkelstraalturbine genoemd. Voordeel boven andere types: eenvoudig van bouw. Nadeel: laag rendement en veel lawaai.
Een straalmotor voor militaire toepassingen wordt vaak voorzien van een naverbrander ("augmentor"). Door in de hete uitlaatgassenstroom na de turbine opnieuw brandstof te verbranden wordt een sterke temperatuurverhoging en volumevergroting van het uitstromende gas bereikt. Door expansie van deze hete gassen in een regelbare straalbuis wordt een zeer hoge uitstroomsnelheid bereikt. Het resultaat is ongeveer 50% meer stuwkracht bij een nog lager rendement en nog meer geluidsproductie. De naverbrander wordt door de piloot naar wens ingeschakeld tijdens het starten ("take-off") en in gevechtssituaties.

## Toepassingen
De Concorde (op 23 oktober 2003 uit dienst genomen) werd aangedreven door vier turbojetmotoren. Ook veel militaire jachtvliegtuigen gebruiken dit type motor. De eenvoud en de compacte bouw zijn daarbij van groter belang dan het rendement.